# Pferderennplatz Meran

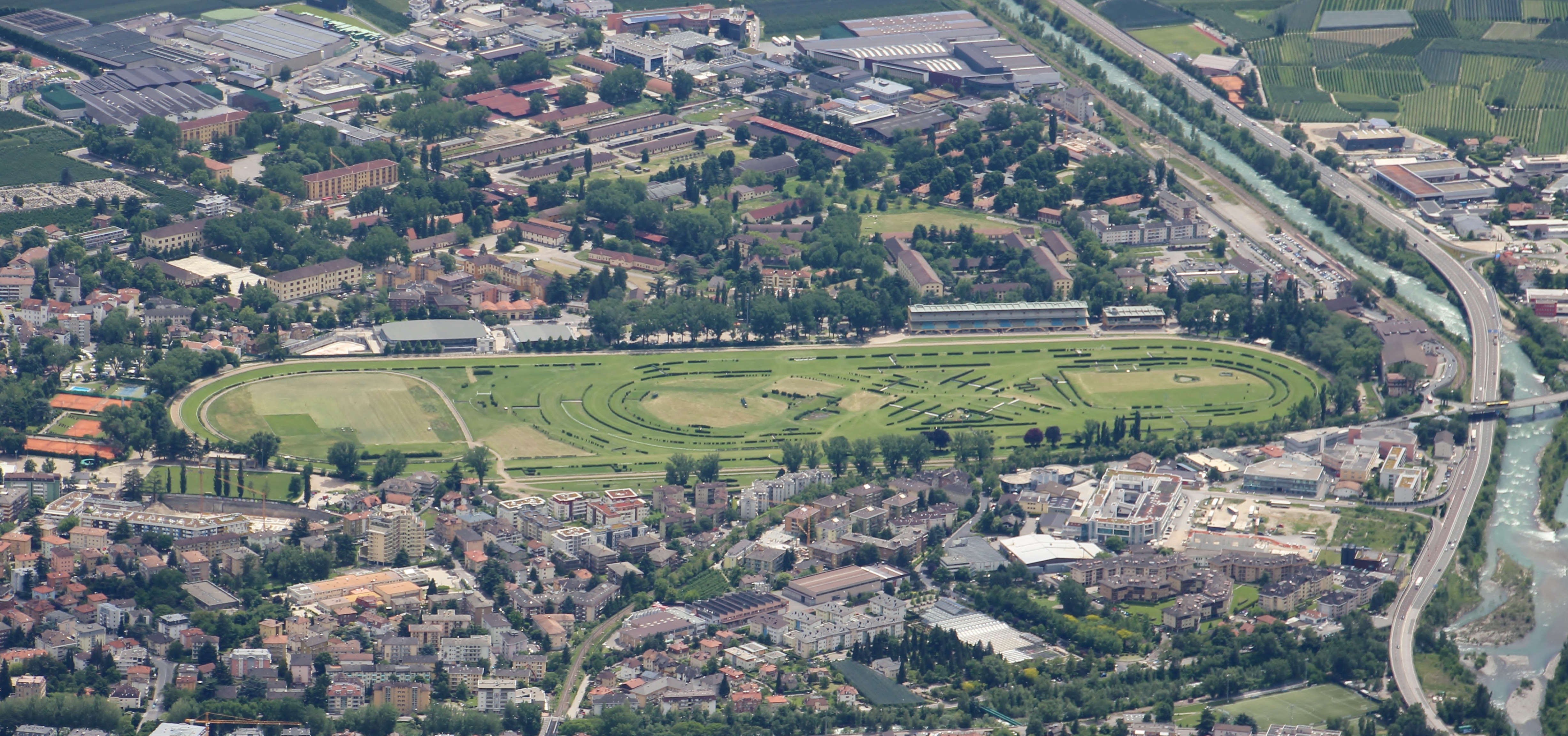
Pferderennplatz Meran

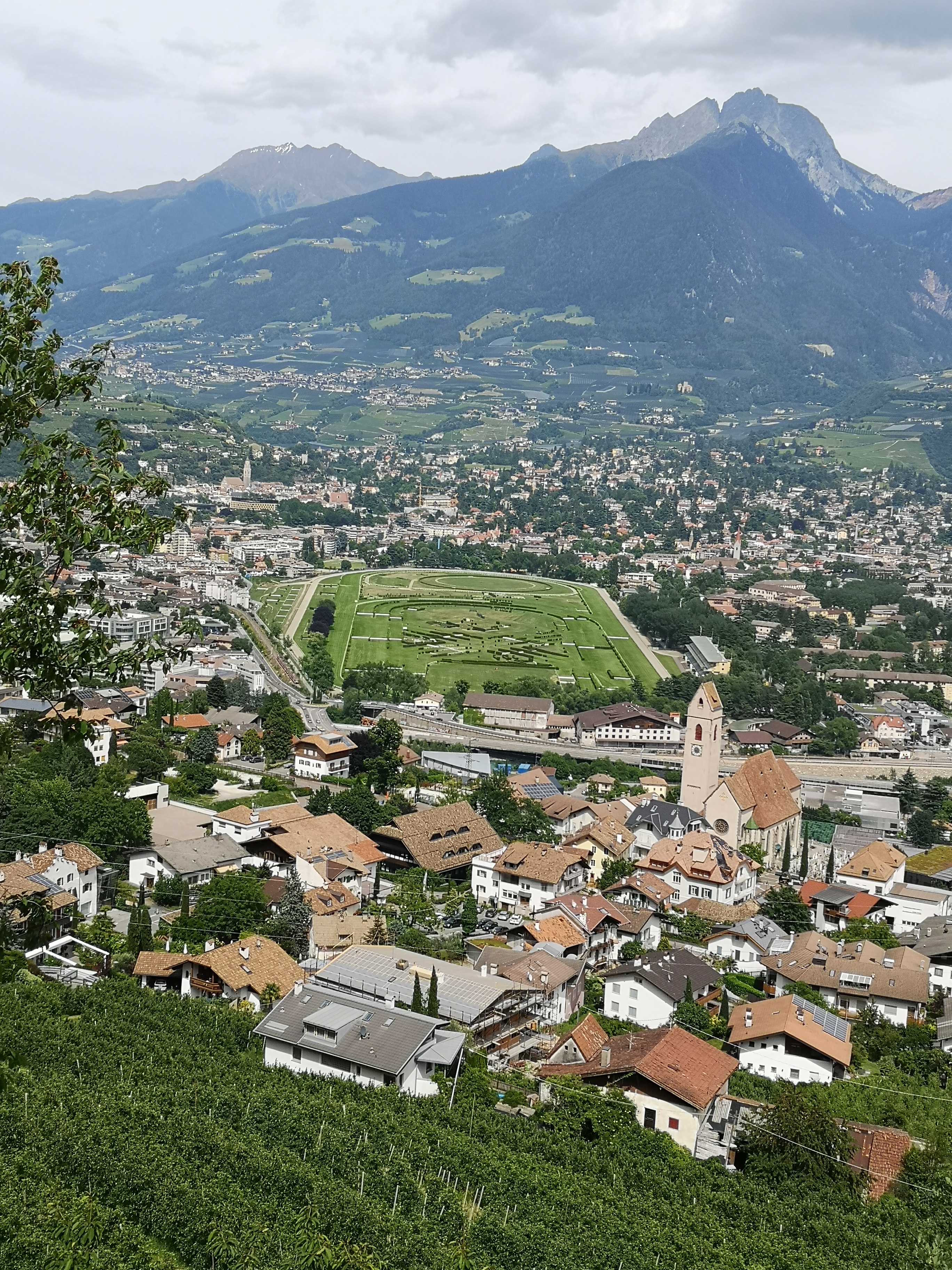
Pferderennplatz Meran vom Marlinger Berg aus

Der Pferderennplatz Meran (auch Pferderennplatz Mais, Untermaiser Pferderennplatz und Ippodromo di Merano) ist eine italienische Pferderennbahn in Meran in Südtirol.

## Nutzung
Die Bahn wird für Galopprennen und Hindernisrennen genutzt. Die bekanntesten Rennen sind das traditionelle Ostermontagsrennen der Haflinger, das Haflinger Galopprennen, und der Gran Premio Merano, der traditionell am letzten Sonntag im September stattfindet.  Der Gran Premio ist 5.000 Meter lang und umfasst 24 Hindernisse. Es wird über einen kurvenreichen Kurs in Form einer Acht gelaufen. und findet traditionell am letzten Sonntag im September statt.

## Geschichte
Schon im Jahre 1896 wurde das erste Pferderennen in Meran ausgetragen. Damals wurde das erste Rennen auf den Wiesen des früheren Hotels Meranerhof ausgerichtet. 1900 wurde in Untermais eine 900 Meter lange Rennstrecke auf dem damaligen Sportplatz von Untermais eröffnet, auf der Flach-, Hindernis- und Trabrennen stattfanden. Nach dem Ersten Weltkrieg erhielt der italienische Architekt Paolo Vietti-Violi, der bekannt war für seine Entwürfe für Sportanlagen, den Auftrag des neuen faschistischen Regierung, eine neue Pferderennbahn in Meran zu planen. Die Rennbahn wurde am 30. August 1935 eingeweiht. Der Pferderennplatz verfügt über zwei Tribünen. Die Haupttribüne fasst 15.000 Besucher und ist 150 Meter lang. Der doppelgeschossige Bau hat eine Gesamthöhe von 20 Metern und einer Auskragung von 12 Metern. Mit ihren gestaffelten Treppenläufen und den Flachdächern ist die Anlage ein Beispiel des modernen Bauens. Das Areal ist rund 40 Hektar groß.